# Premio Nacional de Diseño de Moda
El Premio Nacional de Diseño de Moda es un galardón anual otorgado por el Ministerio de Cultura de España. Se otorga en reconocimiento a un creador o a un colectivo susceptible de ser considerado como creador, por su obra hecha pública o realizada el año anterior teniendo en cuenta «la originalidad y calidad de su obra, su innovación y aportación a la vida cultural». También, en casos debidamente motivados, como reconocimiento a una trayectoria profesional. Fue creado en 2009 y está dotado con 30 000 euros.

## Galardonados
- 2009 - Manuel Pertegaz[2]
- 2010 - Paco Rabanne[3]
- 2011 - Elio Berhanyer[4]
- 2012 - Manolo Blahnik[5]
- 2013 - Amaya Arzuaga[6]
- 2014 - Josep Font[7]
- 2015 - Sybilla[8]
- 2016 - David Delfín[9]
- 2017 - Agatha Ruiz de la Prada[10]
- 2018 - Miguel Adrover[11]
- 2019 - Adolfo Domínguez
- 2020 - Ana Locking[12]
- 2021 - Antonio Alvarado[13]
- 2022 - Ángel Schlesser[14]
- 2023 - Teresa Helbig[15]
- 2024 - Alejandro Gómez Palomo[16]
- 2025 - Juana Martín Manzano[17]